# Michée Chauderon
Michée Chauderon (1602 - 1652) fue una lavandera y presunta bruja ginebrina.
Fue la última persona ejecutada por brujería en la ciudad de Ginebra en la República de Ginebra. Chauderon trabajaba como lavandera. En cierto momento, tuvo una discusión con uno de sus empleadores, quienes la acusaron de robo. Luego la denunciaron por haber convocado a un demonio en el cuerpo de su hija. Chauderon fue arrestada e interrogada. La llamada "marca del diablo" fue encontrada en su cuerpo y fue torturada. Durante la tortura ella dijo que un día, había conocido a Satanás en su jardín en la forma de un hombre negro con pies de vaca y él le había prometido riqueza si ella renunciaba a Dios, lo que había hecho. Luego fue declarada culpable de brujería, condenada a ser ahorcada y su cuerpo quemado.
Chauderon fue la última persona ejecutada por brujería en la ciudad de Ginebra pero no la última en Suiza; esta sería Anna Göldi en 1782.